# 뮐하우젠
뮐하우젠(독일어: Mühlhausen)은 독일 튀링겐주에 위치한 도시이다. 면적은 86.34km2이며 인구는 2014년 기준으로 33,201명이다. 운스투르트 강을 끼고 발달해 있으며 게르만 족의 촌락으로부터 시작되었다. 문헌상으로는 775년에 처음으로 등장하며, 그 후 1198년에 칙허를 받은 후 1256년 이후에 제국자유도시가 되었다. 1524년에 토마스 뮌처가 이 곳에서 재세례파 운동을 설교하고 봉건제후에 대항해 독일 농민 전쟁을 일으킴으로써 재세례파 운동의 중심지로도 알려져 있다. 뮌처의 처형 이후 특권을 빼앗겼으며 1548년에 신성 로마 제국의 지배 하에 다시 독립을 쟁취하였으나 전반적으로는 세퇴하였다. 이후 뮐하우젠에 위치한 장크트블라시우스 교회에서 요한 제바스티안 바흐가 오르간 연주자로 활동하였으며, 1802년에는 프로이센에 속하여 독립된 지위를 잃고 1816년에 프로이센의 작센주에 포함되었다. 1945년까지 작센 주에 포함되었으나 동독 성립 이후 주 단위가 해체되면서 독립된 도시로 남게 되었다. 독일 통일 이후에는 튀링겐 주에 속하게 되었다.
뮐하우젠은 옛 성당과 성벽이 많이 남아 있는데, 장크트블라시우스 교회와 13세기에 지어진 시청, 로마네스크 양식으로 지어진 장크트마리아 교회가 대표적이다. 뮐하우젠은 이외에도 사범대학과 농업학교, 민속박물관 등이 있으며, 산업으로는 섬유, 가죽, 기계류, 전기, 무선기기, 목제품, 담배 등이 있다. 현재 뮐하우젠은 튀링겐 주에서 9번째로 인구 수가 많은 도시이다.

## 자매 도시
- 독일 뮌스터
- 독일 에시베게
- 러시아 크론시타트
- 미국 펜실베이니아주 색슨버그
- 프랑스 투르쿠앵